# 小行星7864
小行星7864（英語：7864）是一颗围绕太阳公转的小行星。1982年3月14日，安東寧·姆爾科斯在克列特发现了此天体。
这颗小行星的绝对星等为23.31153928984715等。